# Loania canadensis
Loania canadensis är en insektsart som beskrevs av Ragnar Kinzelbach 1970. Loania canadensis ingår i släktet Loania och familjen Corioxenidae. Inga underarter finns listade i Catalogue of Life.